# حسين قريش
حسين قريش (1957 -) هو مغني وعازف سعودي.

## حياته ونشأته
ولد الفنان حسين قريش في 1377 هـ (1957) وبرزت موهبته الفنية مبكرًا، فمنذ أيام الدراسة الابتدائية حيث بدأ يعزف الإيقاع في حفلات تلفزيون أرامكو، وتعلم من أخيه علي عبد الكريم القريش مبادئ الفن الغنائي، والعزف على العود.

## مسيرته
- بدأ يشارك في الحفلات الغنائية التي تحييها الأندية وصالات الأفراح والأعراس. وكانت بدايته الحقيقية في عام 1978 حين قدم أغنياته في جمعية الثقافة والفنون بالدمام، فلفت الانتباه لموهبته الغنائية.[4]

- غنى في جمعية الثقافة والفنون بالدمام والأحساء ومهرجان الشباب العربي السادس في الرياض، ومسرح التلفزيون بجدة حيث قدمه الفنان محمد عبده، كما غنى على مسرح الخليج الذي أقيم بجامعة الملك فهد للبترول والمعادن بالظهران.

- كانت له مشاركتين في حفلات خارج المملكة، واحدة في حفل غنائي بدولة البحرين، والأخرى في حفل الأغنية العربية بالقاهرة (1997).[5]

## أعماله
غنى حسين قريش من ألحان عدد من الملحنين الخليجيين بينهم :
- صالح الشهري
- سامي إحسان
- عبد العزيز عبد القادر
- أحمد عبد الكريم
- سليمان الملا
- عبد الله الرمثان
- سعد الخميس
- مبارك السعيد

كما كتب أغنياته عدد من المؤلفين الغنائيين بينهم :
- عبد الإله قريش
- مبارك الحديبي
- علي قريش
- علي المصطفى
- محمد امبيريك
- محمد الزهراني عبد العزيز الحسيني
- علي حبيب الحداد

## ألبوماته[7]
وأصدر ستة ألبومات غنائية:
- (حلفي لي) كلمات فيصل سلمان العبد الهادي
- وألحان حسين قريش (عليت)
- (لحظة حنين)
- (سلام)
- (قالوا نسيته) ويتضمن أغنية قالوا نسيته التي وضع ألحانها الفنان محمد عبده.
- (أسعدتني)